# Wintam
Wintam is een gehucht in de Belgische provincie Antwerpen. Het behoort tot de Bornemse deelgemeente Hingene. De naam Wintam is afkomstig van Wind Ham en rond 1900 schreef men nog Wintham.
Wintam bestaat een beetje uit 3 delen, te weten Wintam dorp, de Dijken en natuurgebieden met de beruchte eilanden (waarvan het noordelijk eiland natuurgebied is, het zuidelijk eiland industriezone) en Nattenhaasdonk. Nattenhaasdonk is een pittoresk plaatsje dat afgelegen is tussen velden en bossen.
In de zomermaanden vaart een veer tussen Wintam en Rupelmonde.
Tijdens de Watersnood van 1953 liep het dorp door een dijkbreuk volledig onder water. De bres in de Rupeldijk werd geslagen op 1 februari en kon pas na grote inspanningen op 10 april weer gedicht worden. Vele huizen waren onbewoonbaar. Dakloze gezinnen werden opgevangen in houten barakken rond de kerk.

## Bezienswaardigheden

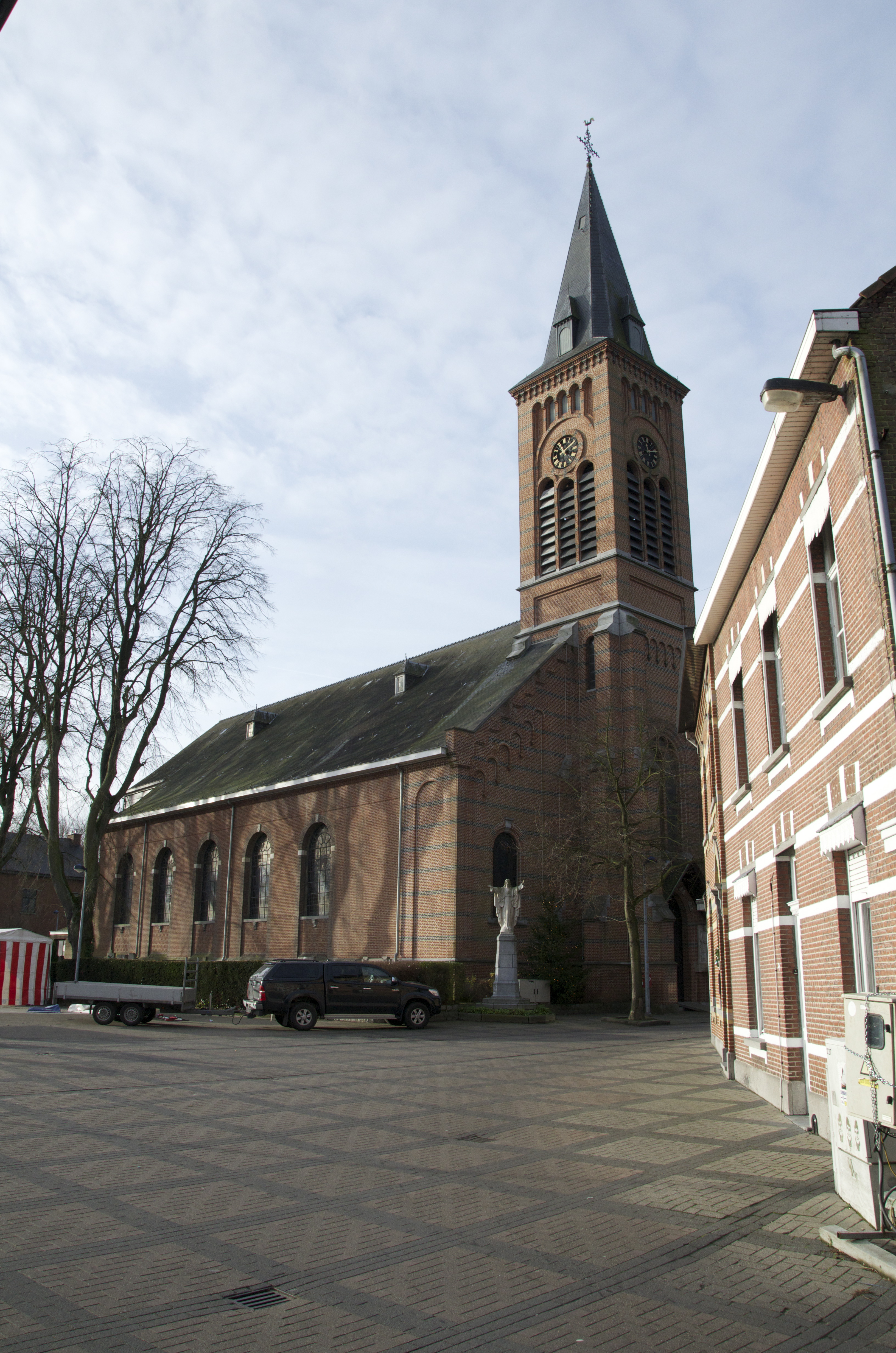
Sint-Margaretakerk

- De Sint-Margaretakerk
- De Caeneghemhoeve
- De Zeesluis van Wintam
- De Pastoor Huveneersheuvel
- De Duiventil (18e eeuw)

## Natuur en landschap
Wintam ligt aan de Schelde en aan de samenvloeiing van de Schelde en de Rupel. Parallel hieraan loopt het Kanaal Brussel-Schelde dat via de zeesluis direct ten westen van de Rupel in de Schelde uitmondt. Tussen Rupel en kanaal bevindt zich een langgerekt schiereiland, met het Noordelijk Eiland (natuurgebied) en het Zuidelijk Eiland (industrie). De hoogte bedraagt ongeveer 2-5 meter. Aan de Schelde vindt men natte polders zoals de Oudbroekpolder.

## Nabijgelegen kernen
Bornem, Eikevliet, Hingene
Deelgemeenten: Bornem · Hingene · Mariekerke · Weert

Gehuchten: Branst · Buitenland · Eikevliet · Wintam

Belgische gemeenten · Arrondissement Mechelen · Antwerpen (provincie) · Vlaanderen